# Tanja Poutiainen
Tanja Poutiainen (Rovaniemi, 6 april 1980) is een Fins voormalige alpineskiester. Ze heeft in haar carrière drie keer een onderdeel in de wereldbeker gewonnen, vier medailles bij wereldkampioenschappen behaald en één bij de Olympische Spelen. Daarmee is ze de succesvolste Finse in het alpineskiën.

## Carrière
Poutiainen werd in 1997 wereldkampioene bij de junioren op de slalom en pakte de bronzen medaille op de Super G. In datzelfde jaar maakte ze ook haar wereldbekerdebuut. Haar eerste podium bij een wereldbekerwedstrijd behaalde ze in het seizoen 2001-2002. In het seizoen 2003-2004 maakte ze haar internationale doorbraak door in Finland haar eerste wereldbekerwedstrijd op de slalom te winnen.
Bij de wereldkampioenschappen van 2005 in Santa Caterina werd ze tweemaal tweede; in de reuzenslalom achter de Zweedse Anja Pärson en op de slalom achter de Kroatische Janica Kostelić. In het seizoen 2004-2005 wist ze in de wereldbeker de titel op de slalom en op de reuzenslalom te pakken.
Het seizoen 2005-2006 liep niet goed voor de Finse. Dit veranderde echter bij de Olympische Spelen; op de reuzenslalom won ze de zilveren medaille achter Julia Mancuso.
In 2009 nam Poutiainen voor de zevende keer deel aan de wereldkampioenschappen en won de bronzen medaille op de reuzenslalom en op de slalom. In de wereldbeker heeft ze 44 maal op het podium gestaan waarvan elf keer op de hoogste trede.
Op 11 maart 2014 kondigde Poutiainen haar afscheid aan.

## Resultaten

### Wereldkampioenschappen
| Jaar | Plaats       | Resultaten                  |
| ---- | ------------ | --------------------------- |
| 1997 | Sestriere    | 17e Slalom DNF Reuzenslalom |
| 1999 | Beaver Creek | 14e Reuzenslalom 24e Slalom |
| 2001 | Sankt Anton  | 13e Reuzenslalom DNF Slalom |
| 2003 | Sankt Moritz | 10e Slalom 23e Reuzenslalom |
| 2005 | Bormio       | Slalom · Reuzenslalom       |
| 2007 | Åre          | 14e Reuzenslalom 14e Slalom |
| 2009 | Val-d'Isère  | Slalom · Reuzenslalom       |
| 2011 | Garmisch-P.  | 6e Slalom 13e Reuzenslalom  |
| 2013 | Schladming   | 4e Slalom 15e Reuzenslalom  |

### Olympische Spelen
| Jaar | Plaats         | Resultaten                  |
| ---- | -------------- | --------------------------- |
| 1998 | Nagano         | 18e Slalom 26e Reuzenslalom |
| 2002 | Salt Lake City | 11e Reuzenslalom DNF Slalom |
| 2006 | Sestriere      | Reuzenslalom · 6e Slalom    |
| 2010 | Vancouver      | 6e Slalom 13e Reuzenslalom  |
| 2014 | Vancouver      | 12e Slalom 14e Reuzenslalom |

### Wereldbeker

#### Eindklasseringen
| Seizoen   | Algm | SL     | RS     | SG  | SC  |
| --------- | ---- | ------ | ------ | --- | --- |
| 1997/1998 | 73e  | 50e    | 28e    | -   | -   |
| 1998/1999 | 95e  | -      | 41e    | -   | -   |
| 2000/2001 | 20e  | 12e    | 12e    | -   | -   |
| 2001/2002 | 12e  | 7e     | 10e    | -   | -   |
| 2002/2003 | 11e  | Brons  | 14e    | -   | -   |
| 2003/2004 | 9e   | 4e     | 5e     | -   | -   |
| 2004/2005 | 5e   | Goud   | Goud   | 48e | -   |
| 2005/2006 | 12e  | 5e     | 8e     | -   | 26e |
| 2006/2007 | 7e   | 6e     | Zilver | -   | 22e |
| 2007/2008 | 8e   | 4e     | 4e     | -   | -   |
| 2008/2009 | 5e   | 4e     | Goud   | -   | -   |
| 2009/2010 | 11e  | 9e     | 5e     | -   | -   |
| 2010/2011 | 7e   | Zilver | Brons  | -   | -   |
| 2011/2012 | 13e  | 6e     | 13e    | -   | -   |
| 2012/2013 | 13e  | 5e     | 22e    | -   | -   |
| 2013/2014 | 54e  | 26e    | 23e    | -   | -   |

#### Wereldbekerzeges
| Datum            | Plaats            | Onderdeel    |
| ---------------- | ----------------- | ------------ |
| 28 februari 2004 | Levi              | Slalom       |
| 26 november 2004 | Aspen             | Reuzenslalom |
| 28 november 2004 | Aspen             | Slalom       |
| 12 december 2004 | Altenmarkt        | Slalom       |
| 20 januari 2005  | Zagreb            | Slalom       |
| 10 maart 2007    | Zwiesel           | Reuzenslalom |
| 15 februari 2008 | Zagreb            | Slalom       |
| 13 december 2008 | La Molina         | Reuzenslalom |
| 24 oktober 2009  | Sölden            | Reuzenslalom |
| 24 januari 2010  | Cortina d'Ampezzo | Reuzenslalom |
| 11 januari 2011  | Flachau           | Slalom       |